# Live CD
Un Live CD o Live DVD, más genéricamente Live Distro, siendo en ocasiones llamado CD vivo o CD autónomo, es un sistema operativo almacenado en un medio extraíble, tradicionalmente un CD o un DVD (de ahí sus nombres), que puede ejecutarse directamente en una computadora.
Normalmente, un Live CD viene acompañado de un par de aplicaciones. Algunos Live CD incluyen una herramienta que permite instalarlos en el disco duro. Otra característica es que por lo general no se efectúan cambios en el ordenador utilizado.
Para usar un Live CD es necesario obtener uno (muchos de ellos distribuyen libremente una imagen ISO que puede bajarse de Internet y grabarse en disco) y configurar la computadora para que arranque desde la unidad lectora, reiniciando luego la computadora con el disco en la lectora, con lo que el Live CD se iniciará manualmente.
A medida que las unidades de CD y DVD han ido perdiendo popularidad, los live CD se han ido reemplazado por los live USB, sistemas equivalentes grabados en memorias USB, con la ventaja adicional de contar con almacenamiento de escritura.

## Características
La mayoría usa un sistema operativo basado en el núcleo Linux, pero también se usan otros sistemas como ReactOS, BeOS, FreeBSD, Minix, Solaris, OS/2 o incluso Microsoft Windows (sin embargo, distribuir un Live CD de este último es totalmente legal).
Uno de los mayores inconvenientes de este sistema es el mal uso de una gran cantidad de memoria RAM (256 MB son más que suficientes y hay distribuciones que funcionan perfectamente en 128 MB), una parte para su uso habitual y otra para funcionar como el disco virtual del sistema. En el arranque, se le pueden dar distintos parámetros para adaptar el sistema al computador, como la resolución de pantalla o para activar o desactivar la búsqueda automática de determinado hardware.
Un Live CD no requiere instalación, por lo que no hay que tocar el disco duro, ni seguir procedimientos complicados. Además, los datos, particiones o sistemas operativos del disco duro no se pierden. Aun así, algunos Live CD poseen un instalador para poder ser instaladas, pudiendo conocer el rendimiento real de la distro, pues la velocidad de transferencia de las unidades lectoras (CD/DVD) es muy inferior a la de los discos duros. (vr).

## Live CD Linux
Algunas distribuciones Linux son Live CD. El primer Live CD Linux fue Yggdrasil Linux en 1995, aunque fue poco exitosa. Posteriormente surgió DemoLinux (año 2000).
El auge de esta modalidad de Linux se inició alrededor del año 2003 con la distribución alemana de Knoppix, basada, a su vez, en la distribución de software Debian. Una de las mejoras de este método fue la compresión cloop, esto permitió sobrepasar los 650-700 MB del CD (se usaba el driver loop) y lograr introducir hasta 2 GB. La asociación española de Hispalinux ha popularizado un sistema propio, denominado Metadistros fundamental en las distribuciones Linex y Guadalinex.
El Proyecto Syslinux cubre cargadores de arranque para disquetes (Syslinux), arranque desde la red (Pxelinux), y CD-ROM arrancables bajo la denominación "El Torito", también llamados Live CD (Isolinux).
La utilidad Syslinux es la más utilizada en la mayoría de Live CD así como en disquetes. En una computadora un CD arrancable se adapta a la especificación llamada El Torito que crea un archivo especial en el disco (probablemente oculto), de la misma forma en un disquete. Normalmente se comprime la imagen de este sistema de archivos con cloop.
Son distribuciones fáciles de encontrar, ya que algunas revistas informáticas se deciden por este tipo de distribuciones para llegar al usuario de Windows. Suelen tener un reconocimiento de hardware avanzado, fruto también de las últimas versiones del kernel que suelen poseer.
En definitiva, las distribuciones Live CD intentan hacer llegar Linux a los usuarios de otros sistemas operativos

## Lista de Live CD

### Basados enAppleMacintoshOS
- System folder de Mac OS en un CD o en un disquete
- BootCD de Charlessoft para Mac OS X

### Basados enBSD
- DragonFlyBSD
- FreeSBIE (Basado en FreeBSD)
- Frenzy en mini-CD (Basado en FreeBSD)
- NetBSD - imagen Live CD oficial. Enlace directo.
- FuguIta basada en OpenBSD LiveDVD / LiveUSB
- BLACKBSD live CD de NetBSD para auditorías, todavía no se ha elaborado una beta
- Jibbed  Archivado el 18 de enero de 2019 en Wayback Machine. netbsd en formato live CD
- TRUEBSD un livedvd de FREEBSD
- MaheshabSD Archivado el 31 de enero de 2009 en Wayback Machine. un livecd de FREEBSD
- DesktopBSD live CD derivado de una versión testing de freebsd, puede correr al completo desde el CD. ojo porque instala el lilo si no lo configuramos adecuadamente
- RedBSD un livecd de FreeBSD

### Basados enLinux
- Adrenalinux - Versión 0.2.2, Mini Live CD producida en Argentina
- AprendeClick- Live CD autoconfigurable, incluye juegos educativos, producido en Argentina
- ArtistX
- Asturix
- BeatrIX
- Càtix - Distribución de software libre en catalán, basada en Debian, producido en la comunidad autónoma de Cataluña, España
- CentOS Live CD
- Canaima (distribución Linux) distribución de GNU Hecha en Venezuela para ámbito formal y educativo y puedes encontrar información en https://web.archive.org/web/20121130100717/http://canaima.softwarelibre.gob.ve/
- Damn Small Linux - Modificación de Knoppix de poco tamaño para CD de tamaño tarjeta.Excelente versión ya que la misma corre desde CD y se puede instalar en un pendrive. Corre en máquinas antiguas tales como 486
- Debian-live Debian en versión live CD.Enlace directo
- DNALinux - Basado en Slax para Biología Molecular hecho en la Argentina
- Elive
- Famelix - Basado en Knoppix pero con apariencia a XP
- Flonix
- Gentoo
- Geubuntu, basada en Ubuntu, posee como entorno de escritorio una mezcla de GNOME y Enlightenment.
- GoblinX
- gOS (enlace roto disponible en Internet Archive; véase el historial, la primera versión y la última). Mas Info
- Gnix - Basada en Guadalinex
- Gnoppix
- Guadalinex, una distribución Gnobian
- GnuLinEx
- ICABIAN, basada en Debian
- GnuStep
- kademar Linux (antes K-DEMar), basado en Debian, en Catalán, Castellano e Inglés y para uso doméstico y de pequeña empresa. Muy orientado al usuario. Gran facilidad de uso. Tres versiones, CD, DVD y una versión para computadoras antiguas.
- Jarro negro - Live CD creado en México, antes basado en Slackware y Debian. Ahora basado en el código fuente de los programas.[1]
- Kaella
- Kanotix
- Knoppix - El Live CD "original" basado en Debian y sus variantes (como la versión Gnobian llamada Gnoppix).
- Linspire Live - Versión live de Linspire.
- Linuxinf - (en modo live) Chileno, Creado por Alumnos de la Universidad Ucinf(Página Principal Archivado el 20 de febrero de 2009 en Wayback Machine.) en Chile, y Distribuido Gratuitamente entre Estudiantes desde el año 2004. con Software diseñado para estudiantes de Ingeniería, Arquitectura y Ciencias Humanas.
- Linux Mint - distribución Linux con dos variantes; las distribuciones basadas en Ubuntu y las basadas en Debian. En total dispone de hasta cuatro entornos de escritorio distintos (dependiendo del Live DVD por el que se opte).
- LliureX una distribución GNU/Linux creada por la Generalidad Valenciana, orientada al Sistema Educativo.
- LNX-BBC - (Linux Bootable Business Card), Mini-Live CD.
- Mandriva One - Producto de la empresa Mandriva. (antes conocido como Mandrake Move)
- κMAX - MAdrid linuX - Distribución de Linux de la Consejería de Educación de la Comunidad de Madrid
- MEPIS - Para una instalación de Debian (compatible con APT).
- MochueliToon - Live CD que brinda una estación de trabajo digital con herramientas de producción creativa para la realización de pinturas digitales, dibujos, presentaciones dinámicas, videojuegos, animaciones y música.
- Molinux - Live CD de la Junta de Castilla-La Mancha.
- Morphix - Basado en Knoppix, de diseño modular, pensado para ser altamente modificado.
- Musix GNU+Linux - 100% Libre. Destinado a músicos, técnicos de sonido y usuarios en general.
- NimbleX - 199MB Live CD basado en Slackware
- Ominiverdi Live CD - Free GIS live CD by ominiverdi.org
- PCLinuxOS - Representante directo de The Live CD Project
- ROCK Linux - Live CD destinado para PowerPC
- SabayonLinux - Live DVD (versión completa), Live CD (versión mini), basada en Gentoo Linux.
- SLAX - mini-Live CD derivado de Slackware
- OpenSuSE
- SystemRescueCd
- Trisquel GNU/Linux - Basado en Debian.
- TumiX - Desarrollado y orientado a Perú.
- Tuquito
- TurpialMaracaibo
- Ubuntu popular distribución basada en Debian.
- Super Ubuntu
- Ututo de origen argentino. En su primera versión, grabada masivamente en octubre del 2000. ISBN 987-9381-06-8
- Planktum - Basada en Slax y orientada al uso por parte de la comunidad de inmigrantes latinos en el "primer mundo".
- Puppy Linux -Distribución live CD, tiene una naturaleza notable: a diferencia de los Live CD tradicionales, no necesita del CD-ROM que lo contiene para funcionar. Puppy Linux corre completamente en RAM. Debido a su reducido tamaño(56 a 128 Mb), puede caber en dispositivos de memoria USB o Flash y discos Zip o LS Superdisk, aunque también puede iniciarse desde CD o directamente de una red. Puppy Linux puede ejecutarse en hardware tan limitado como una PC de 200 MHz con 128 Mb de RAM.
- Uninortix - Distribución Live CD, creada para la Universidad del Norte (Barranquilla, Colombia) con el fin de promover el uso del sistema operativo GNU/Linux dentro de la comunidad académica de dicha institución.
- Nurix - Distribución Live CD Basada en Kanoppix para una iniciación rápida y simple de los alumnos de la Universidad Nur al mundo del software libre(Santa Cruz-Bolivia).
- ZENWALK - Basada en slackware, de origen francés, con entorno en xfce enlace de descarga: zenwalk, Zenwalk Live está basada en el Linux Live Script al igual que Slax.
- SIDUX  - Un interesante derivado a partir de una distribución testing del Debian, así que obtenemos un sistema configurado con muchos programas el cual funciona incluso en los pcs más nuevos.
- Promo-Ubuntu - Distribución modificada de Ubuntu 10.10 hecha por el equipo de Promoción Informática Utfsm - Chile para alumnos de cuarto medio interesados en estudiar Ingeniería Civil Informática

### Basados enMicrosoft Windows
- Hiren's boot CD Basado en MS-DOS y Windows XP con múltiples herramientas de administración y mantenimiento de equipos; la versión más actual es la 15.2.
- BartPE (Windows 2000/XP/2003)
- 911 Rescue CD (Windows NT/2000/XP/2003)
- Ultimate Boot CD for Windows (Windows XP) - Aumenta las prestaciones de BartPE
- Avast Bart CD
- VistaPE el único basado en Windows Vista
- Gparted windows 95/98/ME/XP/SEVEN

### Basados enDOS
- FreeDOS – La publicación oficial "Full CD" versión 1.0 incluye una porción como Live CD
- Ultimate Boot CD (UBCD) Ultimate Boot CD para DOS - Similar a Hiren's BootCD conteniendo múltiples herramientas de mantenimiento y diagnóstico

### Otros
- Neutrino QNX Sistema operativo en tiempo real propietario de la empresa QNX también disponible como live CD
- BeOS para operación Live-mode de soporte para CD de Intel, de 1998
- Haiku OS escrito desde cero y orientado a tener compatibilidad con el software de BeOS (Aún en desarrollo).
- Zeta 1.2.1 basado en BeOS
- Plan 9 from Bell Labs tenía una "disquetera virtual" que incluía navegador web y compiladores, sobre 1992. Hoy en día se crea un ISO arrancable cada día. Se puede descargar el último de: https://web.archive.org/web/20050616011502/http://www.cs.bell-labs.com/plan9dist/download.html
- SkyOS
- Live CD News
- Nexenta, Belenix y SchilliX Basados en OpenSolaris
- eComStation Demo CD Live CD Demo de eComStation 1.2, la versión OEM de OS/2 Warp 4.52 licenciada por IBM a Serenity Systems International.
- AmayaOS Sistema Operativo únicamente LiveCD.
- Siguiendo la filosofía de los Live CD, también han aparecido versiones de aplicaciones portátiles que no necesitan instalarse en la computadora y se pueden ejecutar desde una memoria USB

## Capturas de pantalla
Algunas capturas de pantalla de Live CD:

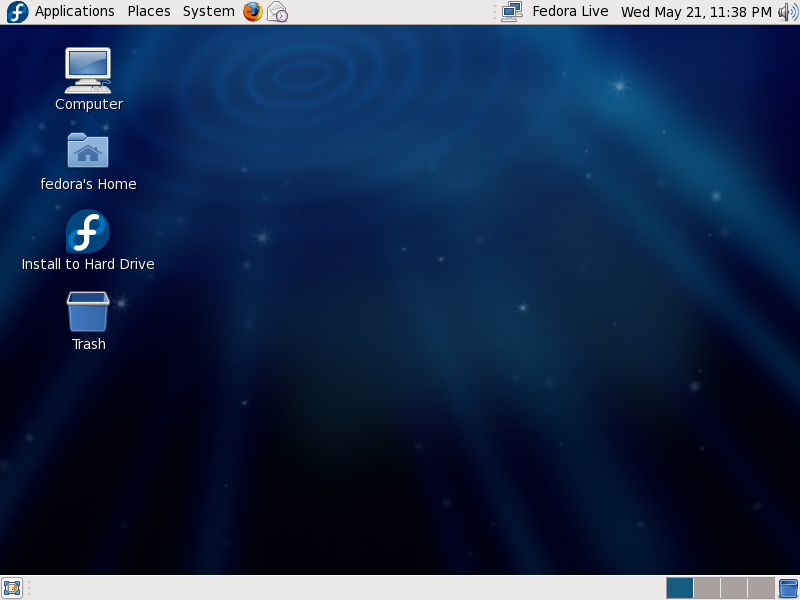
Live CD de Fedora 9
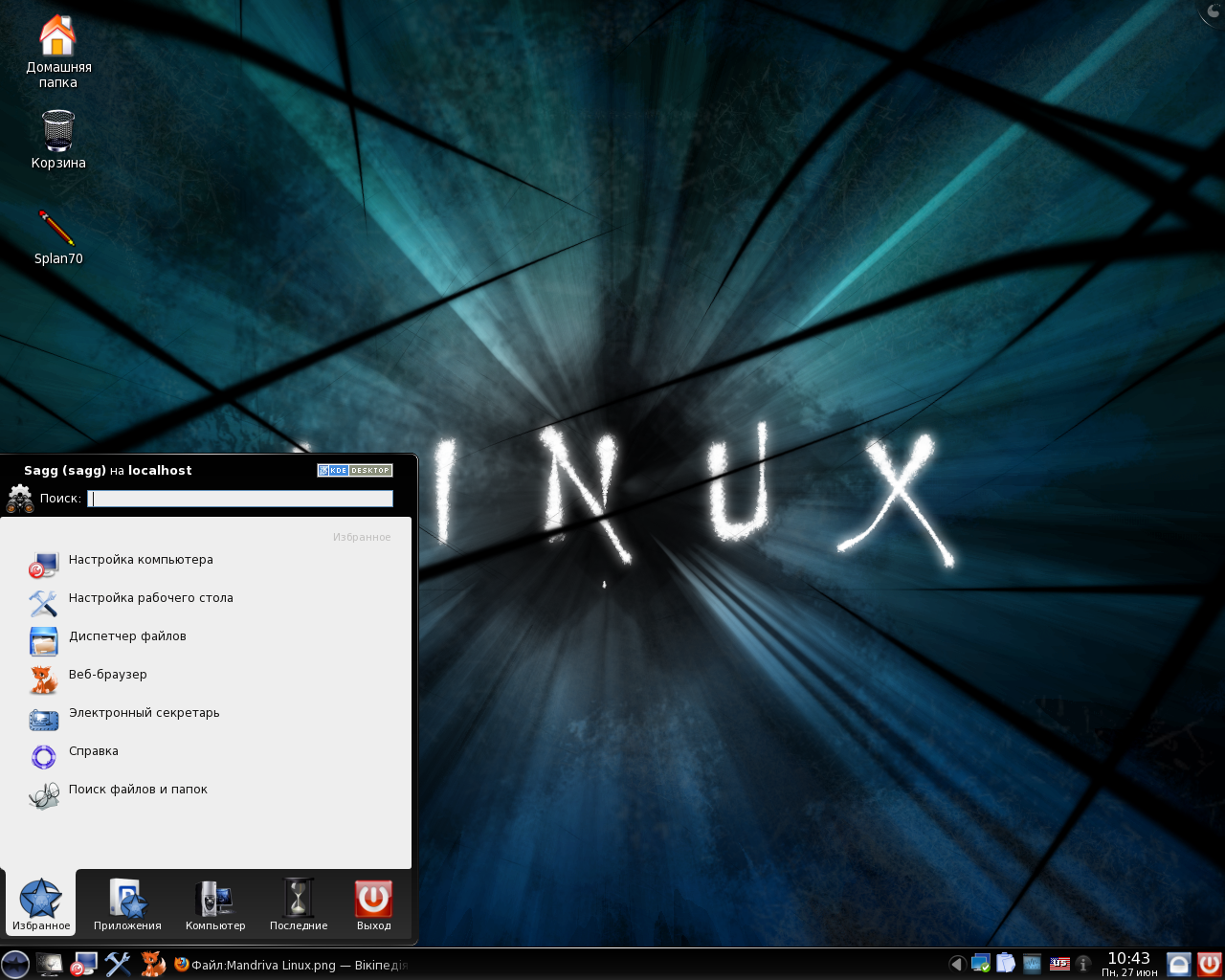
Live CD de Mandriva 2008 Spring
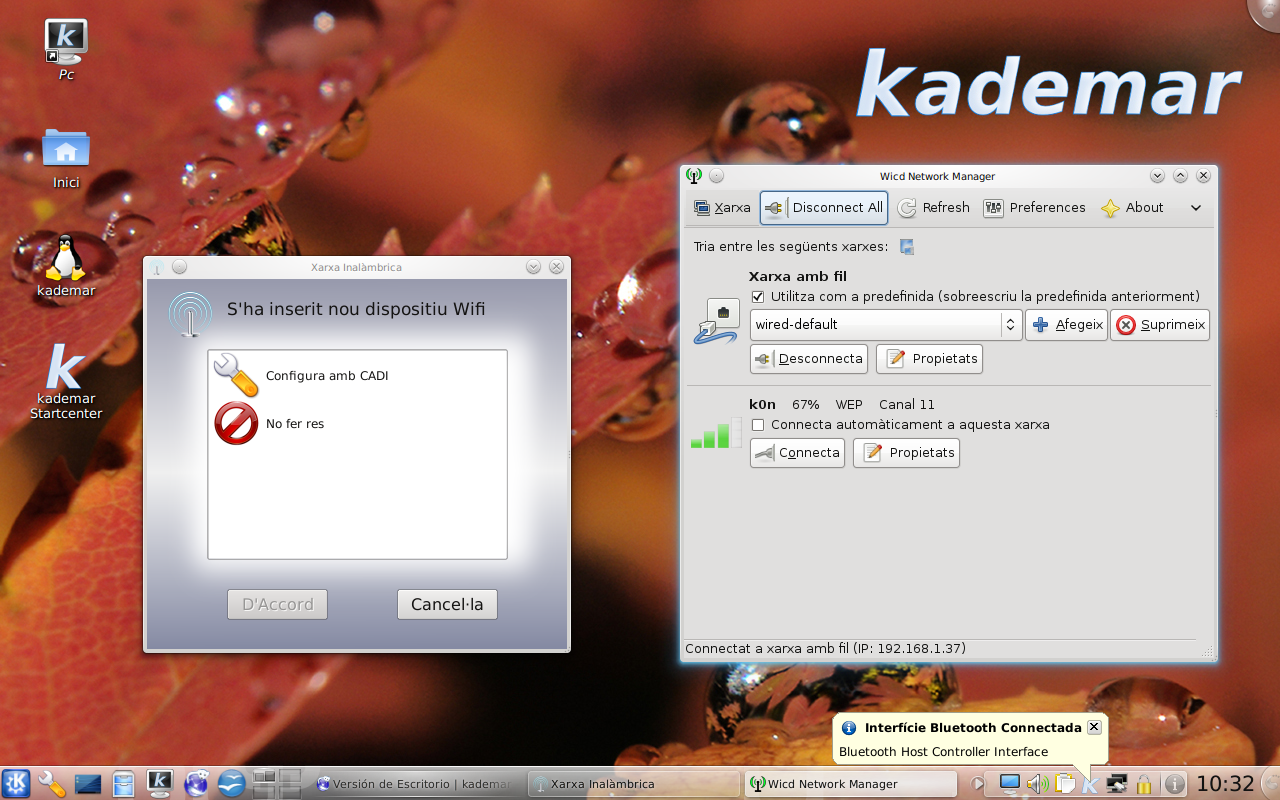
Live CD de kademar Linux
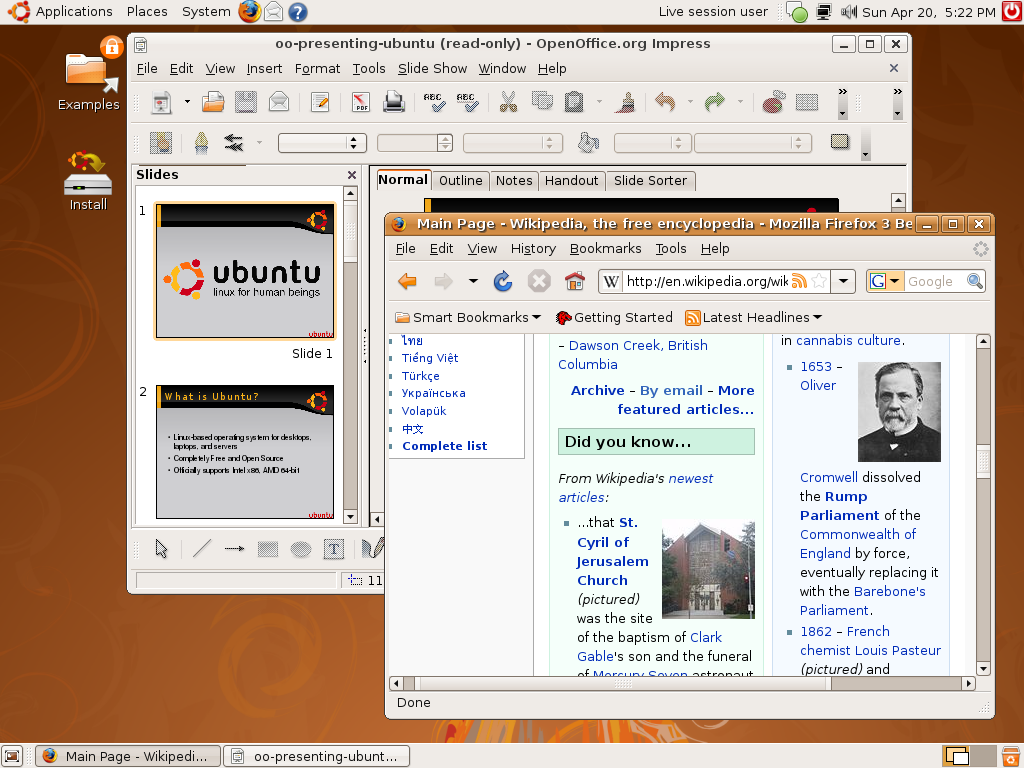
Live CD de Ubuntu